# León Guruciaga
León Guruciaga (Vitoria, 28 de junio
de 1848 - San Nicolás de los Arroyos, 14 de marzo de 1919) fue un maestro, dramaturgo, comediógrafo, periodista y poeta vasco que vivió casi toda su vida en Argentina. Dejó una importante obra escrita en verso y en prosa, dispersa en publicaciones de la época. También varias obras de teatro (llamadas sainetes, la más conocida titulada Don Ruperto Perejil (1879). Había llegado a San Nicolás en 1872.

## Datos biográficos
Nació en Vitoria (capital de la provincia de Álava) la cual fue fundada por última vez en 1181, aunque probablemente fue fundada por los visigodos hacia el año 500 como fortaleza para su lucha contra los vascos―,
considerada la Atenas del País Vasco, al pie de una colina, a orillas del río Zadorra (afluente del río Ebro).
Entre otros hijos ilustres de Vitoria, se pueden mencionar al teólogo y restaurador del derecho internacional fray Francisco de Vitoria (1486-1546), el ensayista, crítico literario y teórico político Ramiro de Maeztu (1874-1936) y el escritor, jurista, profesor y político vasco Jesús Galíndez (1915-1956).

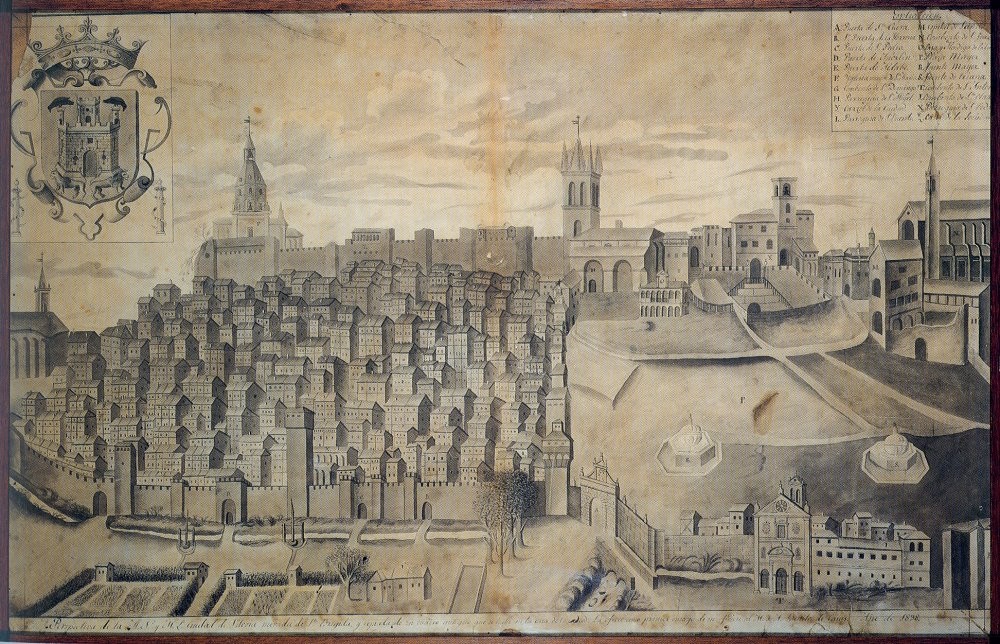
Grabado de Vitoria hacia 1700

En 1866, a los 17 años, se recibió de maestro en la Escuela Normal de Vitoria.
Hizo el servicio militar y vivió los primeros años de su juventud como maestro en la misma escuela. Debido a la extrema pobreza del país, tuvo que emigrar.
Llegó a la ciudad de Buenos Aires (Argentina) a los 22 años, con su título de maestro superior.
Dio clases en alguna escuela de educación primaria de la ciudad, pero en 1871 cayó enfermo, víctima de la fiebre amarilla.
En ese momento escribió una de sus más sentidas producciones: Era una madre.
En marzo de 1872, con 23 años de edad, obtuvo un empleo en la Escuela n.º 1 de la villa de San Nicolás de los Arroyos (en el extremo norte de la provincia de Buenos Aires, a 230 km ―en tren― al norte de la ciudad de Buenos Aires).
La Escuela Superior n.º 1 de Gándara ―actual Escuela n.º 1 Melchor Echagüe― era una institución del Estado nacional, fundada en nueve años antes,
y era la principal de la localidad: antes de su creación solo había tres escuelas particulares en San Nicolás, en las que se enseñaba primeras letras, gramática, catecismo, moral, urbanidad, aritmética, historia y geografía. Esas tres escuelas eran la de Fernández Gándara (escuela n.º 1); la de Grillo (escuela n.º 2), y la escuela de niñas, perteneciente a la Sociedad de Beneficencia.
En 1863, se construyó el primer edificio destinado para la escuela N.º 1, en calle Once de Septiembre (actual calle Francia), en el mismo lugar que hoy ocupa. A ese edificio fueron trasladados los alumnos que estudiaban en la escuela de Gándara (que ocupaba un par de habitaciones en casa de la familia Salinas ―descendientes de la familia Aguiar, los primeros españoles que se apropiaron de las tierras del partido de San Nicolás―, situada en calle Belgrano 59, frente a la plaza Constitución (actual plaza Mitre).
León Guruciaga arribó a San Nicolás en los primeros días de abril de 1872 para ocupar el cargo de subpreceptor de la Escuela Superior n.º 1 de Fernández-Gándara. Al año siguiente (1873) renunció el director de la escuela, Manuel Fernández Gándara. Entonces como Guruciaga era el único maestro superior normal, fue ascendido a la dirección de la escuela pero con cargo ad honórem: él siguió cobrando como subpreceptor. En 1874 empezó a cobrar como «preceptor superior», aunque siguió siendo el director de la escuela.
El 4 de enero de 1875, a la edad de 26 años, se casó con la española Faustina Astorquiza, de 22 años ―hija de Juan Bautista Astorquiza y de María Antonia Abio― con quien tuvieron tres hijos.
En 1879, la Sociedad Dramática de Aficionados estrenó en el Teatro Guerrero (de calle Urquiza) los sainetes Don Ruperto Perejil y Una lluvia de sobrinos, de temática moralista y educativa.
Se dedicó a múltiples actividades, algunas relacionadas con la colectividad vasca y española. Desde 1880 presidió la Asociación de Amigos de la Infancia Desvalida.
Como presidente escatimó en todos los gastos presupuestados para los niños, de manera que llegó a contar en caja con la suma de cuatro mil pesos.
Trabajó también como escritor epigramático y humorístico con el seudónimo de Luis Gutiérrez.
Con ese seudónimo colaboró en diversas publicaciones y diarios ―todos de San Nicolás―, tales como
El Norte de Buenos Aires (el único actualmente todavía en circulación),
El Heraldo (de Mariano Olleros), 
El Progreso (de Dámaso Valdés),
El Noticiero y
Las Instituciones (fundado por Pedro P. Goytía y que redactaban Dámaso Valdés, Juan Allan y el maestro y publicista Alberto Colorado Parody).
Fue director de la revista Nene Pulgada ―fundada por el periodista y político Dámaso Valdés (quien terminaría siendo intendente de la ciudad)―, que dirigió desde el fascículo 14 hasta su extinción.
Escribió tanto en prosa como en verso.
Fue secretario de la Sociedad Española de Socorros Mutuos.
Integró la comisión directiva del Club de Regatas.
Formó junto a Melchor Echagüe
la Logia Masónica Unión y Amistad, en la que llegó al escalafón de «Venerable».
Asimismo, era punto obligado de reuniones el almacén de Maiztegui, calles de la Nación y San Martín, esquina norte, donde habitualmente concurría lo más granado de la colectividad española y lo más conspicuo de la sociedad de entonces. Alteraba esa vida apacible y monótona una que otra romería, muy espaciada, en la casa de Guruciaga en calle Francia, al son de pitos, albokas (gaitas), dulzainas (oboes vascos) y sistularis.
Como maestro era muy estricto. Como todos los maestros de la época, León Guruciaga utilizaba la palmatoria como tormento disciplinario.
En 1862, Pedro Zaracondegui (presidente de la Comisión de Instrucción Pública Municipal) había prohibido el uso de la tortura como recurso educativo, ya que había comprobado que se castigaba a los niños con la «maldita palmeta», una suela de cuero lisa y angosta, de unos 40 cm de longitud, con la que se los golpeaba innumerables veces en las palmas de las manos, sin hacerlas sangrar.
Cuando Melchor Echagüe asumió en 1876
como presidente del Consejo Escolar de San Nicolás, dio permiso para volver a utilizar la palmatoria.
En 1882, tras siete años de matrimonio, su esposa Faustina falleció en el parto de su tercer hijo. Guruciaga (de 35 años) volvió a casarse el 26 de diciembre de 1883 con la maestra más joven de su escuela, la nicoleña Petrona Vergara, de 18 años ―hija del comerciante rosarino Tristán Vergara y de la nicoleña Juana Chousiño―.
Guruciaga vio facilitada su labor educativa gracias a la ayuda desinteresada del empresario porteño Melchor Echagüe (1824-1896), que durante trece años consecutivos (entre 1876 y 1889) fue presidente del Consejo Escolar de San Nicolás. Con él viajaban a menudo a Buenos Aires para solicitar a Domingo Faustino Sarmiento (quien entre 1868 y 1874 había sido presidente de la República, y que entre 1881 y 1885 fue superintendente del Consejo Escolar del Gobierno de Julio Argentino Roca, pero fue echado de su puesto a causa de las radicales diferencias) muchas mejoras en las escuelas y la fundación de otras nuevas. Los tres solían reunirse por la noche en el Club del Progreso, situado frente a la casa de Sarmiento en Buenos Aires, para departir sobre temas de mutuo interés.
Echagüe se retiró de la presidencia del consejo en 1889 y retornó a su natal Buenos Aires.
León Guruciaga fundó dos escuelas, una rural en la isla Ceibal, situada frente a la villa de Ramallo (a 40 km de San Nicolás) y la otra en la logia masónica Unión y Amistad.
El 12 de octubre de 1892 le fue entregada en homenaje público una medalla de oro, acuñada por el Consejo Escolar que desde tres años antes presidía Fernando Iturburu, y se leyó un caluroso elogio del Dr. Manuel Láinez, director general de escuelas de la provincia. En ese acto, en el que también se homenajeó a doña Nicomedes Brest, fueron oradores Clotilde Bores, Juana María Piaggio y Dámaso Valdés, quien encomendó la lectura de su discurso al Dr. Francisco Pujals.
En 1903 ―de acuerdo con un anuario madrileño― vivía en la calle 11 de Septiembre (actual calle Francia) n.º 73, a mitad de cuadra entre Belgrano y Lavalle, apenas a 100 metros de la escuela.
El 8 de julio de 1913, el entonces director León Guruciaga inauguró ―ante una concurrencia de cerca de dos mil personas― el nuevo edificio de la Escuela Primaria n.º 1 Melchor Echagüe (que un siglo después fue declarado Patrimonio Histórico de la Ciudad de San Nicolás.
Para la ocasión, Guruciaga mandó a grabar medallas con la inscripción «No hay República sin pueblo educado».
El presidente del Consejo Escolar, Sr. Demetrio Aiello, declaró inaugurado el edificio, y Guruciaga cerró el variado programa con números de declamación y canto. En su discurso final trazó a grandes rasgos su trabajo en San Nicolás durante cuarenta años.
Dicen que siempre añoró al río Zadorra, el río de su patria vasca, que comparaba de manera burlona con el inmenso río Paraná.
Falleció en San Nicolás el 14 de marzo de 1919, a los 70 años de edad.
Fue velado en el salón de actos de la escuela n.º 1. En su velatorio fue despedido por personalidades de la ciudad, como Agustín Risso Patrón, Pablo Peralta, Clara Valdés de Casales, Carlos L. Bustos y Miguel Á. García Olivera.
El senador Olmos presentó un proyecto para regalar una casa a la viuda (ya que la casa donde habían vivido era alquilada).

## Obras
Escribió obras didácticas, comedias, ensayos periodísticos, poesías, etc., tales como
- Era una madre (publicado mientras convalecía en Buenos Aires por la fiebre amarilla);
- Mi sagrada escritura;
- Simple ojeada al porvenir de América, según su pasado y su presente, desde el punto de vista de la educación común;
- Don Ruperto Perejil (sainete) estrenado por la Sociedad Dramática de Aficionados en 1879;[6]
- Una lluvia de sobrinos (sainete) estrenado por la Sociedad Dramática de Aficionados en 1879;[6]
- El monaguillo de Fray Miguel (cuento infantil);
- Himno al árbol (musicalizado por Enrique Bomón ―Henrý Beaumont―, chelista belga nacido en 1849, y radicado en San Nicolás desde 1899 hasta su muerte en 1929);
- Una lágrima (poesía), publicada póstumamente en Primera antología de la poesía nicoleña (Fondo Editorial de San Nicolás, 1986).

## Legado
El 11 de septiembre de 1933 se inauguró en su honor la calle León Guruciaga.
Uno de los salones del Museo y Archivo Histórico Municipal Gregorio Santiago Chervo (en San Nicolás), se llama Sala de Educación León Guruciaga como homenaje al maestro y escritor.